# Golfo Vostok
Il golfo di Vostok (in russo Залив Восток?) è un'insenatura situata sulla costa occidentale del mar del Giappone, in Russia. Suddiviso tra il Circondario urbano di Nachodka e il Partizanskij rajon, si trova nel Territorio del Litorale (Circondario federale dell'Estremo Oriente).

## Geografia
Il golfo è situato nella parte orientale del golfo di Pietro il Grande, ad ovest della penisola Trudnyj (полуостров Трудный) e del golfo di Nachodka, tra capo Peščurov (мыс Пещурова) a ovest, e capo Podosënov (мыс Подосёнова) ad est. Il golfo comprende alcune insenature minori, le più significative sono sul lato occidentale: la baia Srednjaja, e la baia Gajdamak su cui si affaccia l'insediamento di Livadija. Sulla costa settentrionale, tra le foci dei fiumi Volčanka e Litovka, ci sono delle ampie spiagge.
Nel 1989 è stata istituita la Riserva marina statale "Golfo Vostok" per preservare la flora e la fauna marina. La riserva ha un'area di 1.820 ettari.

## Storia
Il golfo di Vostok era segnato sulle mappe inglesi negli anni 1855-56, ma privo di descrizioni. Nel 1860 Vasilij Matveevič Babkin diede al golfo il nome della goletta Vostok con la quale aveva svolto le ricerche idrografiche nel golfo di Pietro il Grande. 
Nel 1861, con ulteriori studi diretti da Babkin, il golfo è stato descritto in dettaglio dall'equipaggio del clipper Gajdamak, sotto il comando del capitano di corvetta Peščurov. Ulteriori verifiche delle mappe furono eseguite nel 1862, sempre da Babkin a bordo del clipper Razbojnik.